# جون لانگ
جون لانگ (انگلیسی: June Lang؛ ‏ ۵ مهٔ ۱۹۱۷ – ۱۶ مهٔ ۲۰۰۵) هنرپیشه اهل ایالات متحده آمریکا بود.
از فیلم‌ها یا برنامه‌های تلویزیونی که وی در آن نقش داشته‌است، می‌توان به بانی اسکاتلند و زنوبیا اشاره کرد.